# Zuben Elakrab
Zuben Elakrab  eller  Gamma Librae ( γ Librae, förkortat  Gamma Lib,  γ Lib) som är stjärnans Bayerbeteckning, är en ensam stjärna belägen i den mellersta delen av stjärnbilden Vågen. Den har en skenbar magnitud på 3,91 och är synlig för blotta ögat. Baserat på parallaxmätning inom Hipparcosuppdraget på ca 20 mas, beräknas den befinna sig på ett avstånd av ca 163 ljusår (50 parsek) från solen. Då stjärnan ligger nära ekliptikan är den föremål för ockultationer av månen, vilket underlättar mätning av dess vinkelstorlek.

## Nomenklatur
Gamma Librae har det traditionella namnet Zuben-el-Akrab (skrevs också Zuben (el) Hakrabi och förvrängt som Zuben Hakraki). Namnet är en översättning av det arabiska زبانى العقرب Zuban al-'Aqrab "skorpionens klor", ett namn som dateras till tiden före Vågen var en stjärnbild skild från Skorpionen.

## Egenskaper
Zuben Elakrab är en orange till röd jättestjärna av spektralklass K0 III. Den har en massa som är 2,15 gångern större än solens massa och en radie som är ca 10 gånger större än solens. Den utsänder från sin fotosfär 96 gånger mer energi än solen vid en effektiv temperatur på ca 4 850 K. 